# Organização de Pioneiros de Agostinho Neto
Die Organização de Pioneiros de Agostinho Neto (OPA) (deutsch: Pionierorganisation Agostinho Neto) ist eine angolanische Jugendorganisation der MPLA. 

## Geschichte
Die OPA wurde am 1. Dezember 1963 von dem Mitbegründer der MPLA Lúcio Lara gegründet und nannte sich zunächst Kudianguessa. Sie wurde ursprünglich für die Kinder der Guerillakämpfer geschaffen. Nach der Unabhängigkeit Angolas 1975 nahm sie die Bezeichnung Organização do Pioneiro Angolano an. Im November 1979 wurde sie zu Ehren des kurz zuvor verstorbenen ersten Präsidenten von Angola in Organização de Pioneiros de Agostinho Neto umbenannt. In den 1980er Jahren erhielt sie Unterstützung von der DDR, die der Pionierorganisation im August 1982 einen Lektor zur sozialistischen Indoktrination nach Angola schickte. Im Dezember 2003 wurde zwischen der OPA und dem angolanischen Bildungsministerium ein Kooperationsabkommen geschlossen, im Oktober 2014 auch mit dem Kulturministerium, dem Nationalen Institut für Kinder und der Pfadfindervereinigung (Associação dos Escuteiros). Sie hatte im Jahr 2004 rund 147.000 und 2014 rund 600.000 Mitglieder im Alter von 8 bis 17 Jahren in allen 18 Provinzen des Landes.

## Zweck
Das Ziel der Jugendorganisation ist eine bessere Kenntnis der nationalen Symbole, die Stärkung der nationalen Werte, wie das Anstimmen der Nationalhymne, in Hinblick auf die Bewahrung der nationalen Identität sowie die moralische, staatsbürgerliche und patriotische Bildung. Sie veranstaltet zu diesem Zweck kulturelle, soziale und rekreative Aktivitäten wie den Karneval der Kinder (carnaval das crianças), ein nationales Gesangsfestival, Wettbewerbe in darstellender Kunst, Ausflüge zu Monumenten sowie Stätten von historischem Interesse und in Zusammenarbeit mit den Pfadfindern auch Exkursionen und Ferienlager.